# Гресский район
Гресский район (бел. Грэскі раён) — административно-территориальная единица в составе Белорусской ССР, существовавшая в 1924—1931 и 1935—1956 годах. Центр в 1924—1931 — местечко Грозово, в 1935—1956 — деревня Греск.
Гресский район был образован в 1924 году в составе Слуцкого округа. По данным 1926 года имел площадь 1260 км², население — 33,8 тыс. чел. В связи с ликвидацией Слуцкого округа в 1927 году передан в Минский округ. В 1930 году, когда была упразднена окружная система, Гресский район перешёл в прямое подчинение БССР. В июле 1931 года район был упразднён.
В феврале 1935 года Гресский район восстановлен в прямом подчинении БССР. В январе 1938 года с введением областного деления включён в состав Минской области. В сентябре 1944 года передан в Бобруйскую область.
По переписи 1939 года, в районе проживало 33 572 человека: 31 603 белоруса, 689 русских, 676 евреев, 381 украинец, 69 поляков, 154 представителя прочих национальностей. По данным на 1 января 1947 года район имел площадь 1,0 тыс. км². В его состав входили 12 сельсоветов: Гацуковский, Горностайловский, Гресский, Грозовский, Мусичский, Первомайский, Покрашевский, Поликаровский, Пуковский, Селецкий (центр — д. Обчее), Трухановичский, Шищицкий.
В январе 1954 года с ликвидацией Бобруйской области район передан в Минскую область. В декабре 1956 года район был упразднён, а его территория разделена между Копыльским, Пуховичским, Слуцким и Узденским районами.